# Tamara Frederick
Tamara Frederick (* 15. August 1989) ist eine US-amerikanische Shorttrackerin.
Sie war zunächst im Eiskunstlaufen aktiv, wechselte aber als Juniorin zum Shorttrack. Seit dem Jahr 2010 gehört sie zum US-amerikanischen Nationalteam. In ihrer ersten Saison startete sie nur in kontinentalen Wettbewerben. Den Durchbruch schaffte sie in der Saison 2011/12. Im Dezember debütierte sie in Nagoya im Weltcup. In ihrer ersten Saison zog sie über 500 m und 1000 m jeweils einmal ins Viertelfinale und über 1500 m zweimal ins Halbfinale ein. In Moskau und Dordrecht wurde sie zudem in der Staffel jeweils Zweite und erreichte ihre ersten Weltcup-Podestplätze. Ihren bislang größten sportlichen Erfolg feierte sie bei der Weltmeisterschaft in Shanghai, wo sie mit der Staffel die Silbermedaille gewann.
Frederick hat an der Northern Michigan University studiert. Sie trainiert am Leistungszentrum in Marquette.